# Shadows in the Night
| Совокупная оценка  | Совокупная оценка |
| Источник           | Оценка            |
| ------------------ | ----------------- |
| Metacritic         | 82/100            |
| Оценки критиков    |                   |
| Источник           | Оценка            |
| AllMusic           | [ 2 ]             |
| The A.V. Club      | B+                |
| The Guardian       | [ 4 ]             |
| The New York Times | Positive          |
| Paste              | 9/10              |
| Pitchfork          | 6.2/10            |
| Rolling Stone      | [ 8 ]             |
| Slant Magazine     | [ 9 ]             |

Shadows in the Night — 36-й студийный альбом американского автора-исполнителя Боба Дилана, изданный 3 февраля 2015 года на студии Columbia Records.
Альбом состоит из каверов песен, записанных ранее Фрэнком Синатрой и выбранных самим Бобом Диланом.

## Об альбоме
Shadows in the Night был записан в 2014 году на студии «B» в Capitol Studios, где Фрэнк Синатра часто записывал свои альбомы. По словам звукорежиссёра Эла Шмитта, песни альбома были записаны Бобом Диланом вместе с его концертной группой из 5 музыкантов в одной комнате вживую и без наушников. По окончании записи альбома удовлетворенный результатом Дилан сказал Шмитту, что никогда не слышал, чтобы его собственный голос звучал настолько хорошо. Примечательно, что за всю карьеру Дилана это первый альбом, на записи которого он не играл ни на каком инструменте, ограничившись вокалом и продюсированием.
Всего было записано 23 песни, из которых для альбома было выбрано 10 баллад, записанных Синатрой в конце 1950-х и в начале 1960-х годов. Все песни принадлежат к тому периоду, когда Синатра записал ряд тематических альбомов, посвященных теме расставания и неудачам на личном фронте. Четыре песни взяты с альбома 1957 года Where Are You?, традиционно считающегося одной из самых депрессивных пластинок Синатры. Темп, выбранный Диланом для аранжировок, очень медленный, что придает песням ещё больше меланхолического звучания. Как отмечает в своей рецензии газета New York Times, Дилан намеренно обходит стороной жизнеутверждающие песни Синатры, концентрируясь на одиночестве, разрушенных отношениях, ушедшей любви и, в конечном счете, смерти.

## Релиз
23 января 2015 года было анонсировано, что первые 50,000 дисков будут предназначены для случайно выбранных читателей журнала AARP The Magazine. Ещё задолго до релиза альбома Дилан записал кавер песни «Full Moon and Empty Arms», который свободно распространялся по интернету с 13 мая 2014 года. Shadows in the Night был выпущен 3 февраля 2015 года.

После выхода альбома Дилан дал интервью, в котором пояснил, что запись альбома каверов не была его целью: 
Не представляю себя каким бы то ни было образом записывающим каверы этих песен. Их слишком часто перепевали. В общем-то, их уже похоронили. Мы же с моей группой скорее открываем их заново. Достаем их из могилы и выносим на дневной свет. Оригинальный текст (англ.)I don't see myself as covering these songs in any way. They've been covered enough. Buried, as a matter a fact. What me and my band are basically doing is uncovering them. Lifting them out of the grave and bringing them into the light of day. Боб Дилан
На песню «The Night We Called It a Day» был снят черно-белый клип в стилистике фильма-нуар. Клип, действие которого происходит предположительно в 1940-е годы, рассказывает о роковой женщине, танцующей в ночном клубе, и двух мужчинах, добивающихся её расположения. Его режиссёром выступил Нэш Эджертон, а сам Боб Дилан сыграл одну из главных ролей. Премьера музыкального видео состоялась на официальном сайте музыканта.

## Список композиций
| №                   | Название                       | Автор(ы)                                                        | Длительность |
| ------------------- | ------------------------------ | --------------------------------------------------------------- | ------------ |
| 1.                  | «I'm a Fool to Want You»       | Фрэнк Синатра, Jack Wolf, Joel Herron                           | 4:51         |
| 2.                  | «The Night We Called It a Day» | Matt Dennis, Tom Adair                                          | 3:24         |
| 3.                  | «Stay with Me»                 | Jerome Moross, Carolyn Leigh                                    | 2:56         |
| 4.                  | «Autumn Leaves»                | Joseph Kosma, Jacques Prévert (French), Johnny Mercer (English) | 3:02         |
| 5.                  | «Why Try to Change Me Now»     | Cy Coleman, Joseph McCarthy                                     | 3:38         |
| 6.                  | «Some Enchanted Evening»       | Oscar Hammerstein II, Richard Rodgers                           | 3:28         |
| 7.                  | «Full Moon and Empty Arms»     | Buddy Kaye, Ted Mossman, Сергей Рахманинов                      | 3:26         |
| 8.                  | «Where Are You?»               | Harold Adamson, Jimmy McHugh                                    | 3:37         |
| 9.                  | «What'll I Do»                 | Ирвинг Берлин                                                   | 3:21         |
| 10.                 | «That Lucky Old Sun»           | Хейвен Гиллеспи, Beasley Smith                                  | 3:39         |
| Общая длительность: | Общая длительность:            | Общая длительность:                                             | 35:17        |

## Участники записи
- Боб Дилан – вокал, продюсирование
- Чарли Секстон – гитара
- Стю Кимболл – гитара
- Тони Гарнье – бас-гитара
- Донни Херрон – педальные слайд-гитары
- Дэниел Форнеро – труба
- Ларри Дж. Холл – труба
- Алан Каплан – тромбон
- Эндрю Мартин – тромбон
- Франциско Торрес – тромбон
- Дилан Харт – валторна
- Джозеф Майер – валторна
- Джордж Рецели – перкуссия

Технический персонал
- Эл Шмитт – запись и сведение
- Стив Геневик – ассистент звукорежиссёра
- Д. И. Харпер – дирижирование
- Даг Сэкс – мастеринг
- Джофф Ганс – дизайн альбома
- Джон Ширер – фото для обложки

## Чарты
| Чарт (2015)                         | Высшая позиция |
| ----------------------------------- | -------------- |
| Австралия (ARIA)                    | 8              |
| Австрия (Ö3 Austria)                | 3              |
| Бельгия/Фландрия (Ultratop)         | 3              |
| Дания (Hitlisten)                   | 4              |
| Нидерланды (Album Top 100)          | 2              |
| Финляндия (Suomen virallinen lista) | 8              |
| Германия (Media Control)            | 6              |
| Ирландия (IRMA)                     | 1              |
| Италия (Classifica album)           | 6              |
| Новая Зеландия (RMNZ)               | 7              |
| Норвегия (VG-lista)                 | 1              |
| Польша (ZPAV)                       | 6              |
| Португалия (AFP)                    | 6              |
| Испания (PROMUSICAE)                | 3              |
| Швеция (Sverigetopplistan)          | 1              |
| Швейцария (Schweizer Hitparade)     | 2              |
| Великобритания (UK Albums Chart)    | 1              |
| США (Billboard 200)                 | 7              |
| США (Billboard Folk Albums)         | 1              |

## Награды и номинации
| Год  | Организация   | Награда                                  | Результат | Ссылка        |
| ---- | ------------- | ---------------------------------------- | --------- | ------------- |
| 2016 | Grammy Awards | Лучший традиционный вокальный поп-альбом | Номинация | [ 36 ] [ 37 ] |